# Copiapoa desertorum
Copiapoa desertorum es una especie de planta suculenta perteneciente al género Copiapoa, dentro de la familia Cactaceae. Es endémica del norte de Chile (concretamente desde Antofagasta hasta el noroeste del desierto de Atacama).

## Descripción

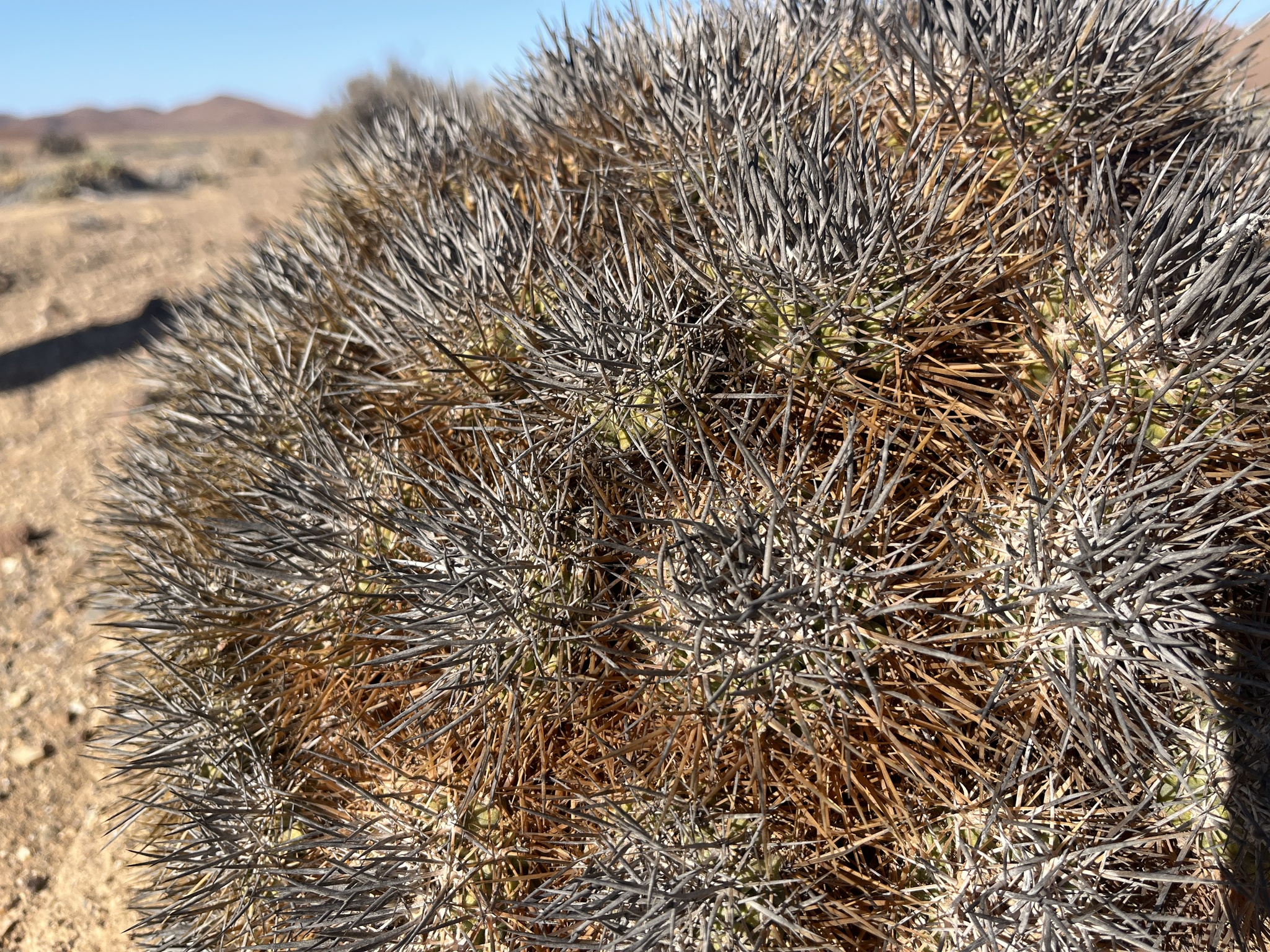
Tallos espinosos

Copiapoa desertorum es una especie de cactus que se ramifica muy escasamente desde la base y forma densos montículos de hasta 70 cm de alto y 50 cm de ancho. Los tallos son de color verde pálido o verde oliva y su forma va de globosa a algo alargada. Miden de 6 a 10 cm de diámetro y tienen el ápice con lana densa de color gris o blanco cremoso, particularmente en el momento de la floración. Sus raíces son largas y tuberosas, con una constricción en forma de cuello ligeramente estrecha. 

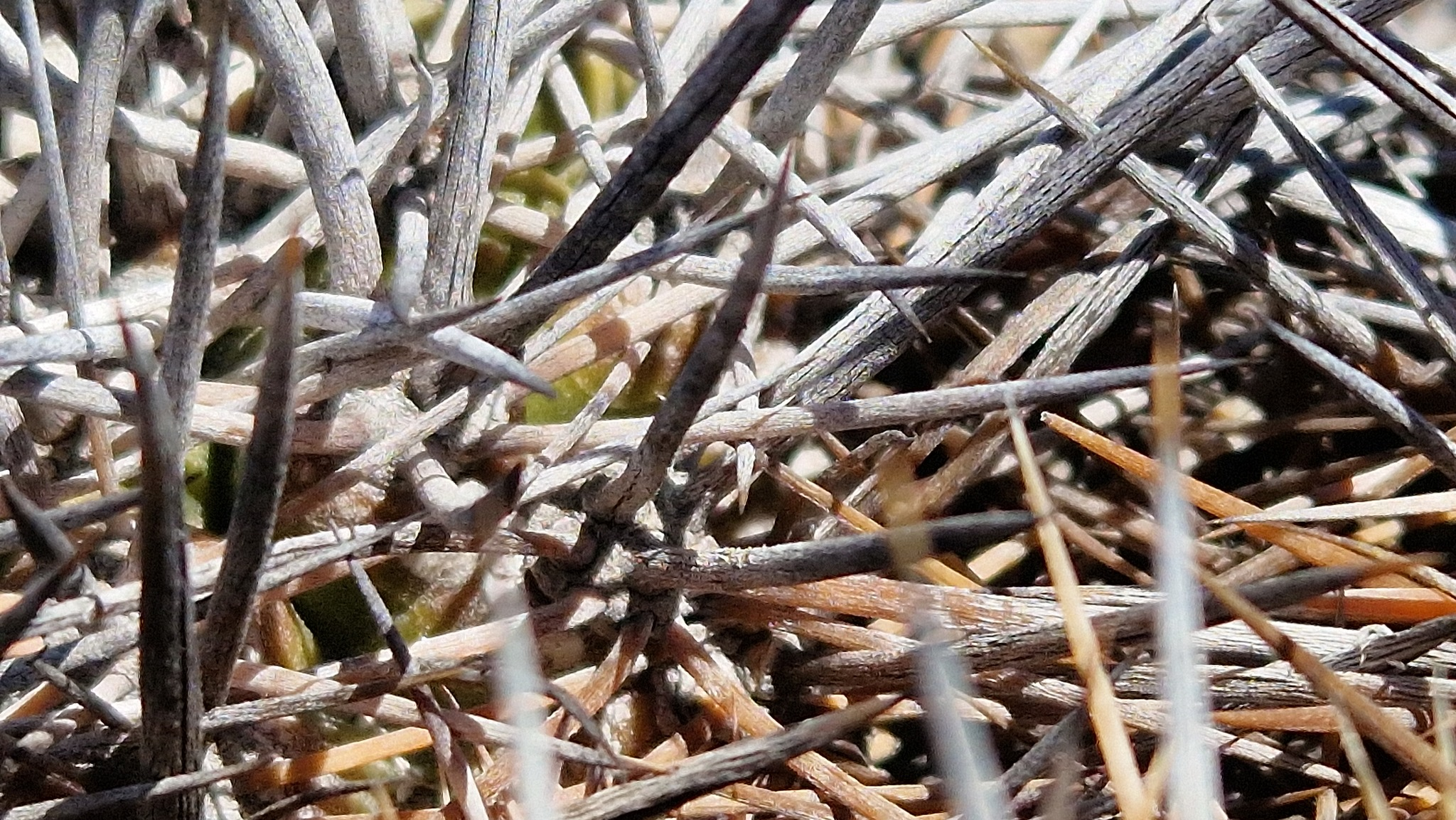
Detalle de las espinas

Presentan de 10 a 17 costillas prominentes, no onduladas, obtusas y con una tenue muesca. Miden hasta 1,5 cm de ancho y sobre ellas se asientan areolas grandes separadas unas de otras hasta 1 cm. Su forma va de redonda a ovalada y están cubiertas de fieltro o lana de color blanco o marrón grisáceo. Tienen espinas rectas, que aunque inicialmente son de color marrón o negruzco, con el tiempo se vuelven grises. Se distinguen de 2 a 6 espinas centrales de 2 a 5 cm de largo, y de 7 a 12 espinas radiales de 1,5 a 4 cm de longitud.
Las flores, aunque normalmente son de color amarillo pálido, a veces tienen tonos rojos rosados. Son diurnas y suelen estar casi ocultas en la densa lana del ápice del tallo. Miden de 3,5 a 4,2 cm de largo y hasta 5,5 cm de diámetro. Tienen forma de embudo y desprenden un ligero aroma. El fruto tiene forma ovoide y es de color rojo.

## Distribución y hábitat
El área de distribución nativa de esta especie es el norte de Chile (concretamente desde Antofagasta hasta el noroeste del desierto de Atacama) y crece principalmente en biomas desérticos o de matorrales secos. 

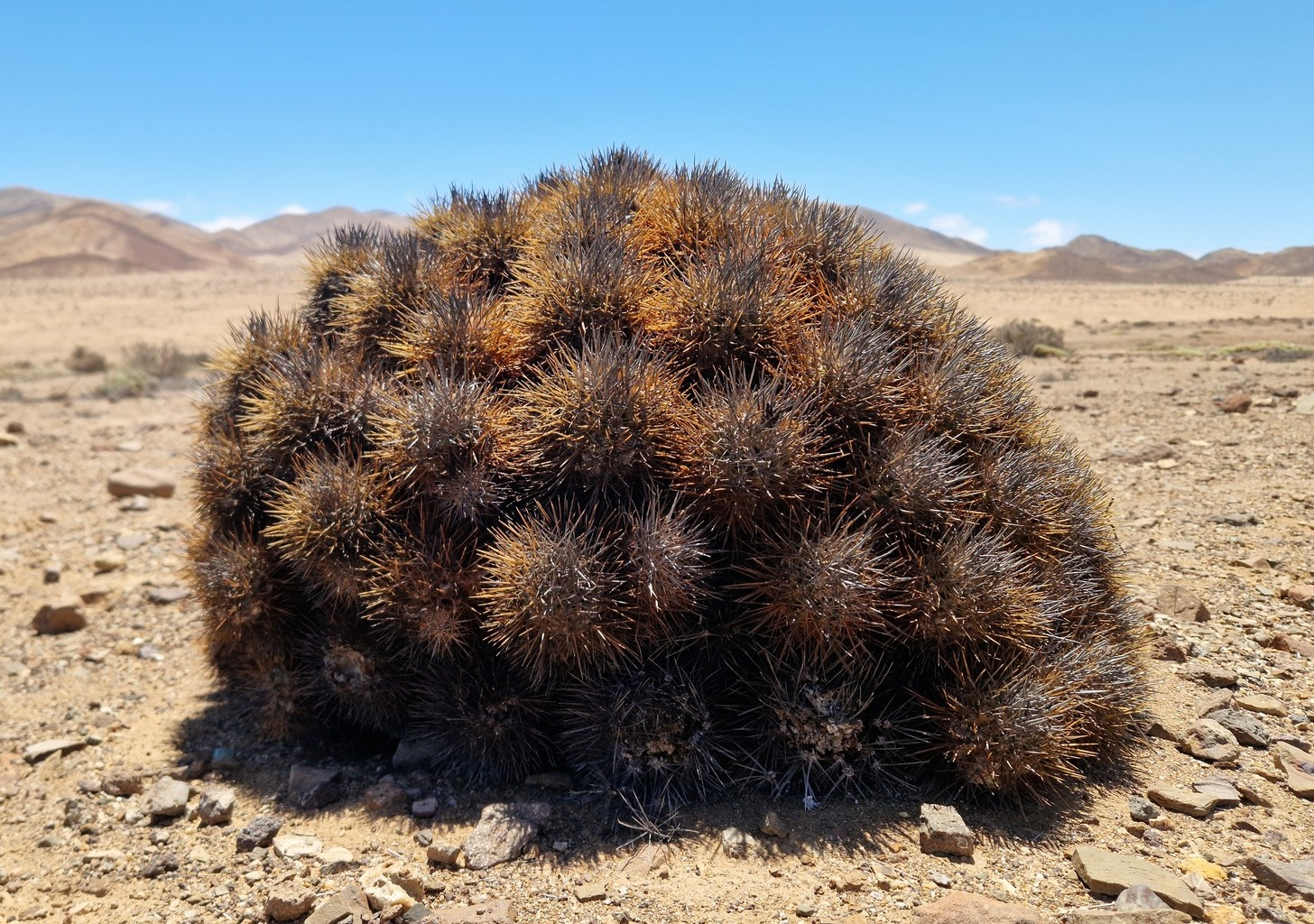
En su hábitat

Se desarrolla sobre depósitos aluviales, a elevaciones de 20 a 420 metros sobre el nivel del mar. 

## Taxonomía
Copiapoa desertorum fue descrita por el botánico alemán Friedrich Ritter y publicada por primera vez en la revista científica Kakteen in Südamerika 3: 1060 en el año 1980.

Etimología
- Copiapoa: nombre genérico que hace referencia a la ciudad de Copiapó, ubicada en el desierto de Atacama, lugar donde se encuentran la mayoría de las especies de este género.
- desertorum: epíteto específico que proviene del latín desertorum, que es el genitivo plural de desertus, que significa "desierto". Por lo tanto, desertorum puede traducirse como "de los desiertos" o "de los desiertos", haciendo referencia que la especie se desarrolla en ambientes desérticos.[4]

## Estado de conservación
En la Lista Roja de Especies Amenazadas de la UICN, la especie está clasificada como “En Peligro (EN)”.
La especie sufre una disminución continua en el número de individuos debido al deterioro del hábitat por efecto de la disminución en las precipitaciones por el cambio climático. Además tiene un efecto muy negativo la recolección ilegal para las colecciones internacionales y la destrucción del hábitat por parte de la minería.

## Usos

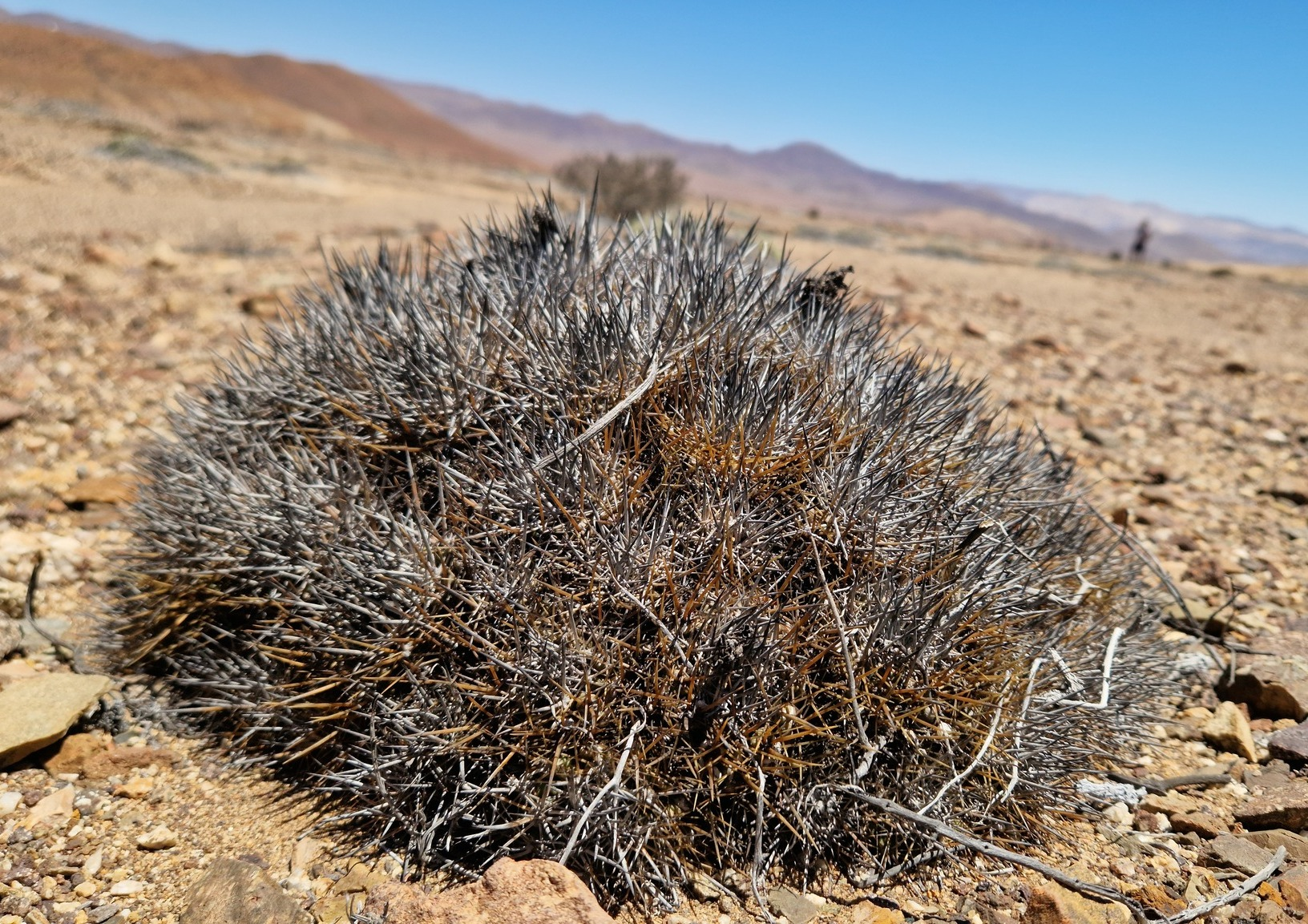
Típica forma en montículo

Se cultiva principalmente como planta ornamental y su propagación se realiza a través de esquejes o semillas.